# Championnat du monde de Formule 1 1980
Navigation
1979 1981
Le championnat  du monde de Formule 1 1980 est remporté par l'Australien Alan Jones sur une Williams-Ford. Williams, grâce à Jones et Carlos Reutemann, remporte son premier titre en championnat du monde des constructeurs.
La saison 1980 marque les débuts en Formule 1 du pilote français Alain Prost, 25 ans, qui entre dans les points dès sa première course au volant d'une McLaren, en se classant sixième à Buenos Aires. Elle présente aussi la particularité d'avoir connu un Grand Prix d'Espagne disputé, remporté par Alan Jones puis annulé et rayé du calendrier par la FISA dans le cadre de son conflit avec la FOCA. 
L'écurie Williams, qui ne court avec ses propres châssis que depuis 1978, parvient au sommet : sur la lancée de ses quatre victoires lors des six dernières courses de la saison 1979, l'Australien Alan Jones
se bat aux avant-postes au volant de la FW06-Ford, s'impose cinq fois, et devance finalement Nelson Piquet pour le titre. Sacré dès sa victoire lors de l'avant-dernière course de la saison, obtenue sur tapis vert au Canada, il met un point d'honneur à remporter le Grand Prix des États-Unis Est à Watkins Glen pour conclure en beauté. 
Renault obtient trois victoires avec la RE20 à moteur V6 turbocompressé (deux pour René Arnoux, une pour Jean-Pierre Jabouille). Didier Pironi, à Zolder, et Jacques Laffite, à Hockenheim, font gagner Ligier ; Nelson Piquet remporte trois courses au volant de sa Brabham-Ford.

## Règlement sportif
- Des points sont attribués aux six premiers arrivés de chaque course selon le barème « 9, 6, 4, 3, 2, 1 », soit 9 points pour le premier, 6 pour le second, 4 pour le troisième, 3 pour le quatrième, 2 pour le cinquième et 1 point pour le sixième.
- Seuls les cinq meilleurs résultats des sept premières manches et les cinq meilleurs résultats des sept dernières manches sont retenus.

## Règlement technique
- Moteurs atmosphériques : 3 000 cm³
- Moteurs suralimentés :  1 500 cm³

## Pilotes et monoplaces
| Écurie                                                         | Constructeur | Châssis       | Moteur         | Pneus | no | Pilotes               |
| -------------------------------------------------------------- | ------------ | ------------- | -------------- | ----- | -- | --------------------- |
| Scuderia Ferrari SpA SEFAC                                     | Ferrari      | 312 T5        | Ferrari F12    | M     | 1  | Jody Scheckter        |
| Scuderia Ferrari SpA SEFAC                                     | Ferrari      | 312 T5        | Ferrari F12    | M     | 2  | Gilles Villeneuve     |
| Candy Tyrrell Team                                             | Tyrrell      | 009 010       | Ford V8        | G     | 3  | Jean-Pierre Jarier    |
| Candy Tyrrell Team                                             | Tyrrell      | 009 010       | Ford V8        | G     | 4  | Derek Daly            |
| Candy Tyrrell Team                                             | Tyrrell      | 009 010       | Ford V8        | G     | 43 | Mike Thackwell        |
| Parmalat Racing Team                                           | Brabham      | BT49          | Ford V8        | G     | 5  | Nelson Piquet         |
| Parmalat Racing Team                                           | Brabham      | BT49          | Ford V8        | G     | 6  | Ricardo Zunino        |
| Parmalat Racing Team                                           | Brabham      | BT49          | Ford V8        | G     | 6  | Héctor Rebaque        |
| Marlboro Team McLaren                                          | McLaren      | M29B M29C M30 | Ford V8        | G     | 7  | John Watson           |
| Marlboro Team McLaren                                          | McLaren      | M29B M29C M30 | Ford V8        | G     | 8  | Alain Prost           |
| Marlboro Team McLaren                                          | McLaren      | M29B M29C M30 | Ford V8        | G     | 8  | Stephen South         |
| Team ATS                                                       | ATS          | D3 D4         | Ford V8        | G     | 9  | Marc Surer            |
| Team ATS                                                       | ATS          | D3 D4         | Ford V8        | G     | 9  | Jan Lammers           |
| Team ATS                                                       | ATS          | D3 D4         | Ford V8        | G     | 10 | Jan Lammers           |
| Team ATS                                                       | ATS          | D3 D4         | Ford V8        | G     | 10 | Marc Surer            |
| Team ATS                                                       | ATS          | D3 D4         | Ford V8        | G     | 10 | Harald Ertl           |
| Team Essex Lotus                                               | Lotus        | 81 81B        | Ford V8        | G     | 11 | Mario Andretti        |
| Team Essex Lotus                                               | Lotus        | 81 81B        | Ford V8        | G     | 12 | Elio De Angelis       |
| Team Essex Lotus                                               | Lotus        | 81 81B        | Ford V8        | G     | 43 | Nigel Mansell         |
| Unipart Racing Team                                            | Ensign       | N180          | Ford V8        | G     | 14 | Clay Regazzoni        |
| Unipart Racing Team                                            | Ensign       | N180          | Ford V8        | G     | 14 | Tiff Needell          |
| Unipart Racing Team                                            | Ensign       | N180          | Ford V8        | G     | 14 | Jan Lammers           |
| Unipart Racing Team                                            | Ensign       | N180          | Ford V8        | G     | 41 | Geoff Lees            |
| Équipe Renault Elf                                             | Renault      | RE20          | Renault V6T    | M     | 15 | Jean-Pierre Jabouille |
| Équipe Renault Elf                                             | Renault      | RE20          | Renault V6T    | M     | 16 | René Arnoux           |
| Shadow Cars-Theodore Racing                                    | Shadow       | DN11 DN12     | Ford V8        | G     | 17 | Stefan Johansson      |
| Shadow Cars-Theodore Racing                                    | Shadow       | DN11 DN12     | Ford V8        | G     | 17 | Geoff Lees            |
| Shadow Cars-Theodore Racing                                    | Shadow       | DN11 DN12     | Ford V8        | G     | 18 | David Kennedy         |
| Skol Fittipaldi Team                                           | Fittipaldi   | F7 F8         | Ford V8        | G     | 20 | Emerson Fittipaldi    |
| Skol Fittipaldi Team                                           | Fittipaldi   | F7 F8         | Ford V8        | G     | 21 | Keke Rosberg          |
| Marlboro Team Alfa Romeo                                       | Alfa Romeo   | 179           | Alfa Romeo V12 | G     | 22 | Patrick Depailler     |
| Marlboro Team Alfa Romeo                                       | Alfa Romeo   | 179           | Alfa Romeo V12 | G     | 22 | Vittorio Brambilla    |
| Marlboro Team Alfa Romeo                                       | Alfa Romeo   | 179           | Alfa Romeo V12 | G     | 22 | Andrea De Cesaris     |
| Marlboro Team Alfa Romeo                                       | Alfa Romeo   | 179           | Alfa Romeo V12 | G     | 23 | Bruno Giacomelli      |
| Team Merzario                                                  | Merzario     | M1            | Ford V8        | G     | 24 | Arturo Merzario       |
| Équipe Ligier Gitanes                                          | Ligier       | JS11/15       | Ford V8        | G     | 25 | Didier Pironi         |
| Équipe Ligier Gitanes                                          | Ligier       | JS11/15       | Ford V8        | G     | 26 | Jacques Laffite       |
| Albilad-Williams Racing Team                                   | Williams     | FW07 FW07B    | Ford V8        | G     | 27 | Alan Jones            |
| Albilad-Williams Racing Team                                   | Williams     | FW07 FW07B    | Ford V8        | G     | 28 | Carlos Reutemann      |
| Warsteiner Arrows Racing Team                                  | Arrows       | A3            | Ford V8        | G     | 29 | Riccardo Patrese      |
| Warsteiner Arrows Racing Team                                  | Arrows       | A3            | Ford V8        | G     | 30 | Jochen Mass           |
| Warsteiner Arrows Racing Team                                  | Arrows       | A3            | Ford V8        | G     | 30 | Mike Thackwell        |
| Warsteiner Arrows Racing Team                                  | Arrows       | A3            | Ford V8        | G     | 30 | Manfred Winkelhock    |
| Osella Squadra Corse                                           | Osella       | FA1 FA1B      | Ford V8        | G     | 31 | Eddie Cheever         |
| Brands Hatch Racing                                            | Williams     | FW07          | Ford V8        | G     | 43 | Desiré Wilson         |
| RAM/Williams Grand Prix Engineering RAM/Penthouse-Rizla Racing | Williams     | FW07          | Ford V8        | G     | 50 | Rupert Keegan         |
| RAM/Rainbow Jeans Racing                                       | Williams     | FW07          | Ford V8        | G     | 51 | Kevin Cogan           |
| RAM/Rainbow Jeans Racing                                       | Williams     | FW07          | Ford V8        | G     | 51 | Geoff Lees            |

## Résumé du championnat du monde 1980
Favori du championnat du fait de ses quatre victoires dont trois consécutives obtenues sur les six dernières courses de la saison précédente, Alan Jones commence la saison en Argentine par une victoire acquise malgré un tout droit et un arrêt au stand imprévu. Ce succès de l'Australien souligne la supériorité de la Williams FW07 même si la Ligier de Jacques Laffite et la Brabham de Nelson Piquet ont laissé entrevoir un bon potentiel. 
Au Brésil, les Williams sont en retrait et ne peuvent rien faire pour contrer l'irrésistible domination des Renault. En tête jusqu'à la mi-course, Jabouille est contraint à l'abandon et doit céder la victoire à son coéquipier René Arnoux qui décroche ainsi son premier succès en Formule 1, succès confirmé en Afrique du Sud, à nouveau à la suite d'un abandon de Jabouille, l'homme fort de la course. 
À Long Beach, en Californie, Alain Prost, blessé au poignet gauche à la suite d'un grave accident aux essais du Grand Prix d'Afrique du Sud, est remplacé chez McLaren par Stephen South (qui ne parviendra pas à se qualifier pour la course), tandis que chez ATS, Jan Lammers prend la place de Marc Surer, victime lui aussi d'un grave accident lors des qualifications du Grand Prix d'Afrique du Sud. Nelson Piquet signe sa première victoire en F1 au terme d'un beau cavalier seul. Très régulier depuis le début de l'année, le pilote brésilien revient du même coup en tête du championnat à égalité avec René Arnoux. La course est marquée par le grave accident du pilote suisse Clay Regazzoni, victime d'une défaillance des freins de son Ensign qui s'est écrasée contre un muret de béton. Regazzoni restera paraplégique à la suite de cet accident. 
Curieusement à la peine après leur début de championnat en fanfare, les Williams retrouvent des couleurs en Belgique. Auteur de la pole position, Jones doit néanmoins s'incliner face à la Ligier de Didier Pironi qui signe à son tour son premier succès en Formule 1. Quatrième, Arnoux reprend seul les commandes du championnat avec deux points d'avance sur Jones et trois sur Piquet.  
Le duel Williams-Ligier reprend à Monaco dans un Grand Prix marqué par le spectaculaire décollage au premier freinage de la Tyrrell de Derek Daly. Dominateur durant la majeure partie de la course, Pironi part pourtant à la faute en fin de course et offre la victoire à Reutemann. Troisième et profitant des abandons de Jones et Arnoux, Piquet se hisse seul en tête du championnat. 
Le duel Williams-Ligier se poursuit en France, où un Jones impérial vient à bout de Pironi et Laffite. Ce succès permet à l'Australien de reprendre la tête du championnat avec trois points d'avance sur Piquet et cinq sur Arnoux et Pironi. 
Les Ligier semblent en mesure de prendre leur revanche sur les terres de Williams à Brands Hatch mais, victimes d'une défaillance de leurs jantes, Pironi et Laffite doivent abandonner et concéder une nouvelle défaite à Jones, lequel s'envole irrésistiblement au championnat, seul le régulier Piquet parvenant à s'accrocher. 
Après trois défaites de suite face aux Williams, les Ligier retrouvent le chemin de la victoire à Hockenheim grâce à Jacques Laffite, victoire quelque peu chanceuse pour le pilote français, qui a profité d'une crevaison de Jones en fin de course. Pourtant sur le podium, Laffite n'a pas vraiment le cœur à savourer son succès puisque quelques jours plus tôt, sur ce même circuit et à l'occasion d'une séance d'essais privés, son ancien coéquipier Patrick Depailler a trouvé la mort au volant de l'Alfa Romeo. 
En Autriche à l'Österreichring, les Renault profitent de la perte de puissance qui affecte les moteurs atmosphériques de la concurrence. Souvent malchanceux depuis le début de la saison, Jabouille décroche sa première victoire de l'année et ouvre enfin son compteur au championnat. Solide deuxième, Jones reste plus que jamais un confortable leader du championnat avec 11 points d'avance sur Piquet.
Plus régulier que brillant depuis le début de la saison malgré une belle victoire à Long Beach, Piquet sonne la charge à Zandvoort. Profitant d'une erreur de Jones parti à la faute au premier tour et contraint à un long arrêt au stand pour réparation, Piquet remporte sa deuxième victoire de la saison après s'être débarrassé d'Arnoux et de Laffite. Il revient ainsi à deux points de Jones au championnat et s'empare de la tête du classement général après une nouvelle domination au Grand Prix d'Italie exceptionnellement organisé à Imola. Deuxième de la course, Jones limite les dégâts au championnat puisqu'il ne compte qu'un seul point de retard sur son rival brésilien au moment d'aborder la tournée nord-américaine, décisive pour l'attribution du titre mondial.
Auteur de la pole position au Grand Prix du Canada, Piquet s'élance juste devant Jones. Mais le duel tourne court puisqu'au premier virage, Jones provoque un accrochage entre les deux hommes qui entraîne un carambolage général. Un deuxième départ est donné et Piquet prend les commandes de la course au volant de sa voiture de réserve. Le festival du Brésilien ne dure que 23 tours, avant que son moteur ne le trahisse. Vainqueur sur tapis vert devant son coéquipier Carlos Reutemann à la suite de la rétrogradation à la troisième place du vainqueur initial de la course Didier Pironi, pénalisé d'une minute pour départ anticipé, Jones décroche du même coup le titre de champion du monde. Même s'il ne compte que 8 points d'avance sur Piquet avec encore une course à disputer, le Brésilien a déjà atteint son quota de cinq arrivées dans les points sur la deuxième moitié de saison, et devra décompter son moins bon résultat dans le cas d'une hypothétique victoire à Watkins Glen, Jones ne peut donc plus être rejoint. À Watkins Glen, le nouveau champion du monde met un point d'honneur à faire oublier ces subtilités mathématiques en décrochant une nouvelle victoire, à nouveau devant son coéquipier Reutemann.

## Grands Prix de la saison 1980
Trois courses, initialement prévues au calendrier, ont été annulées :
- Le Grand Prix du Mexique, à Mexico, prévu le 13 avril ;
- le Grand Prix de Suède, à Anderstorp, prévu le 14 juin ;
- le Grand Prix de Las Vegas, prévu le 2 novembre[1].

Le Grand Prix d'Espagne a été destitué de son caractère officiel : ne faisant plus partie du championnat du monde de Formule 1, il s'agit d'une course hors-championnat.
| no  | Date         | Grand Prix                      | Lieu           | Vainqueur             | Écurie        | Pole position         | Record du tour   | Résumé |
| --- | ------------ | ------------------------------- | -------------- | --------------------- | ------------- | --------------------- | ---------------- | ------ |
| 329 | 13 janvier   | Grand Prix d'Argentine          | Buenos Aires   | Alan Jones            | Williams-Ford | Alan Jones            | Alan Jones       | Résumé |
| 330 | 27 janvier   | Grand Prix du Brésil            | Interlagos     | René Arnoux           | Renault       | Jean-Pierre Jabouille | René Arnoux      | Résumé |
| 331 | 3 mars       | Grand Prix d'Afrique du Sud     | Kyalami        | René Arnoux           | Renault       | Jean-Pierre Jabouille | René Arnoux      | Résumé |
| 332 | 8 avril      | Grand Prix des États-Unis Ouest | Long Beach     | Nelson Piquet         | Brabham-Ford  | Nelson Piquet         | Nelson Piquet    | Résumé |
| 333 | 4 mai        | Grand Prix de Belgique          | Zolder         | Didier Pironi         | Ligier-Ford   | Alan Jones            | Jacques Laffite  | Résumé |
| 334 | 18 mai       | Grand Prix de Monaco            | Monaco         | Carlos Reutemann      | Williams-Ford | Didier Pironi         | Carlos Reutemann | Résumé |
| 335 | 29 juin      | Grand Prix de France            | Le Castellet   | Alan Jones            | Williams-Ford | Jacques Laffite       | Alan Jones       | Résumé |
| 336 | 13 juillet   | Grand Prix de Grande-Bretagne   | Brands Hatch   | Alan Jones            | Williams-Ford | Didier Pironi         | Didier Pironi    | Résumé |
| 337 | 10 août      | Grand Prix d'Allemagne          | Hockenheim     | Jacques Laffite       | Ligier-Ford   | Alan Jones            | Alan Jones       | Résumé |
| 338 | 17 août      | Grand Prix d'Autriche           | Österreichring | Jean-Pierre Jabouille | Renault       | René Arnoux           | René Arnoux      | Résumé |
| 339 | 31 août      | Grand Prix des Pays-Bas         | Zandvoort      | Nelson Piquet         | Brabham-Ford  | René Arnoux           | René Arnoux      | Résumé |
| 340 | 14 septembre | Grand Prix d'Italie             | Imola          | Nelson Piquet         | Brabham-Ford  | René Arnoux           | Alan Jones       | Résumé |
| 341 | 28 septembre | Grand Prix du Canada            | Montréal       | Alan Jones            | Williams-Ford | Nelson Piquet         | Didier Pironi    | Résumé |
| 342 | 5 octobre    | Grand Prix des États-Unis Est   | Watkins Glen   | Alan Jones            | Williams-Ford | Bruno Giacomelli      | Alan Jones       | Résumé |

| Date     | Grand Prix           | Lieu   | Vainqueur  | Écurie        | Pole position   | Record du tour | Résumé |
| -------- | -------------------- | ------ | ---------- | ------------- | --------------- | -------------- | ------ |
| 1er juin | Grand Prix d'Espagne | Jarama | Alan Jones | Williams-Ford | Jacques Laffite | Alan Jones     | Résumé |

## Classement des pilotes
| Classement | Pilote                | Points  |
| ---------- | --------------------- | ------- |
| Champion   | Alan Jones            | 67 (71) |
| 2e         | Nelson Piquet         | 54      |
| 3e         | Carlos Reutemann      | 42 (49) |
| 4e         | Jacques Laffite       | 34      |
| 5e         | Didier Pironi         | 32      |
| 6e         | René Arnoux           | 29      |
| 7e         | Elio De Angelis       | 13      |
| 8e         | Jean-Pierre Jabouille | 9       |
| 9e         | Riccardo Patrese      | 7       |
| 10e        | Keke Rosberg          | 6       |
| 11e        | John Watson           | 6       |
| 12e        | Derek Daly            | 6       |
| 13e        | Jean-Pierre Jarier    | 6       |
| 14e        | Gilles Villeneuve     | 6       |
| 15e        | Emerson Fittipaldi    | 5       |
| 16e        | Alain Prost           | 5       |
| 17e        | Jochen Mass           | 4       |
| 18e        | Bruno Giacomelli      | 4       |
| 19e        | Jody Scheckter        | 2       |
| 20e        | Mario Andretti        | 1       |
| 21e        | Héctor Rebaque        | 1       |

## Classement des constructeurs
| Classement | Écurie          | Points |
| ---------- | --------------- | ------ |
| Champion   | Williams-Ford   | 120    |
| 2e         | Ligier-Ford     | 66     |
| 3e         | Brabham-Ford    | 55     |
| 4e         | Renault         | 38     |
| 5e         | Lotus-Ford      | 14     |
| 6e         | Tyrrell-Ford    | 12     |
| 7e         | Arrows-Ford     | 11     |
| 8e         | Fittipaldi-Ford | 11     |
| 9e         | McLaren-Ford    | 11     |
| 10e        | Ferrari         | 8      |
| 11e        | Alfa Romeo      | 4      |
| 12e        | ATS-Ford        | 0      |
| 13e        | Ensign-Ford     | 0      |
| 14e        | Osella-Ford     | 0      |
| 15e        | Shadow-Ford     | 0      |